# Черкио
Чѐркио (на италиански: Cerchio, на местен диалект Circhië, Чиркиъ) е село и община в Южна Италия, провинция Акуила, регион Абруцо. Разположено е на 834 m надморска височина. Населението на общината е 1628 души (към 2010 г.).